# Благо (економіка)
Економічне благо — окремий різновид благ, які задовольняють певні людські потреби. Зазвичай це те, що створене людиною, адже в природі в готовому вигляді такі блага не існують. Для їх створення потрібно витрачати час, докладати зусиль і використовувати ресурси. Щоб виправдати ці витрати, економічні блага продають і купують. Часто їх називають просто послугами і товарами, щодо яких застосовується поняття ціни. Ціна, своєю чергою, обмежує споживання за умов дефіциту. Вартість економічних благ враховує не лише витрати на їх виробництво, а й цінність для інших людей та їхнє бажання володіти цими благами.

Сучасне промислове підприємство

Обмеженість економічних благ — це те, що змушує займатися їх розподілом, оскільки на всіх цих благ не вистачає. Потреби людей зростають дуже швидко, і виробництво благ не встигає за цим процесом. Люди хочуть володіти все більшою кількістю благ. Виникає проблема вибору. Кожна сім'я, окрема людина, підприємство, фірма та суспільство в цілому, вирішують її по-своєму.

## Основна класифікація
Економічне благо — це товари й послуги, що є результатом доцільної діяльності людини. Вони створюються для задоволення людських потреб і вимагають витрат ресурсів, часу та зусиль.

### Безплатні та економічні блага
Згідно Карла Менгера, блага поділяються на безплатні та економічні на основі ідеї їхньої рідкісності (дефіцитності).

### Матеріальні та нематеріальні блага
Матеріальні блага — категорія економічної теорії, що характеризує блага майнового характеру, які створюються з використанням таких форм організації господарства, як натуральне і товарне.

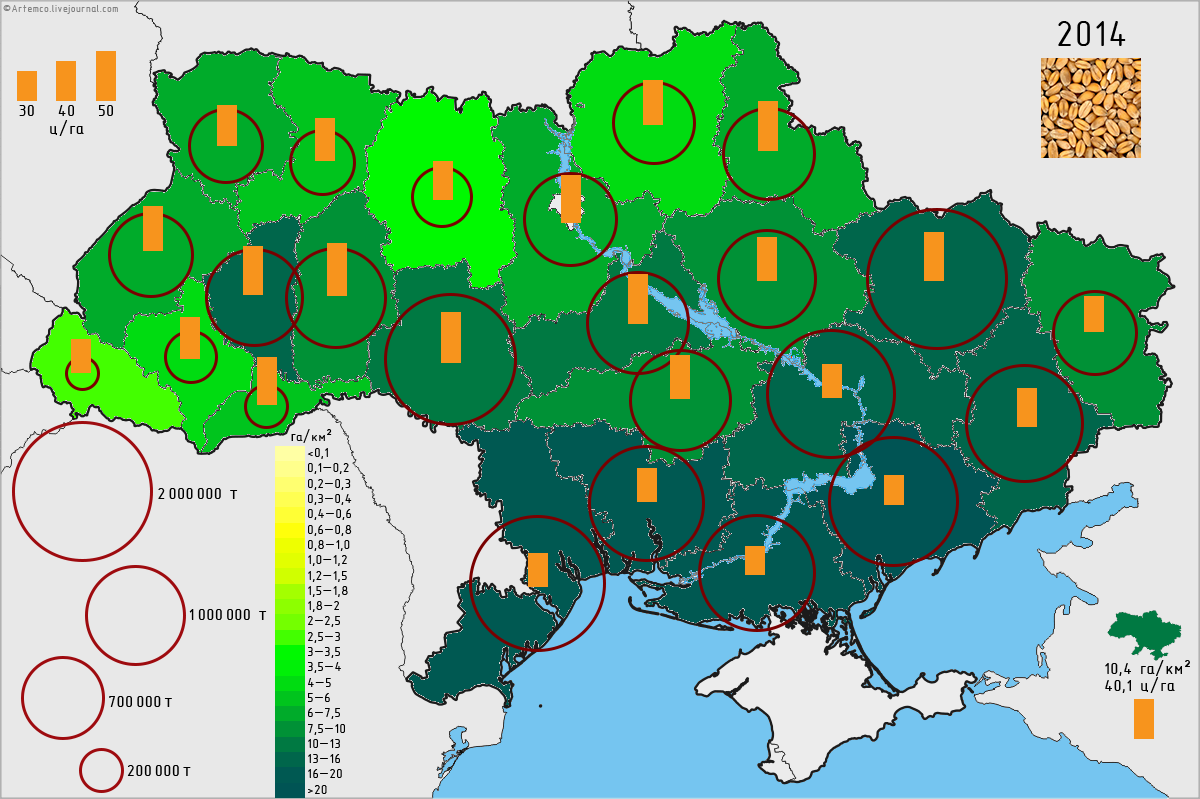
Географія виробництва пшениці в Україні

Матеріальні блага включають: гроші, цінності, речі, дари природи — землю, воду, повітря, клімат, продукти сільського господарства, добувної промисловості, будівлі, машини, інструменти, боргові зобов'язання, паї державних і приватних компаній. Матеріальні блага завжди мають предметну форму, доступну органам почуттів людини. Матеріальні блага, які людина використовує в процесі своєї життєдіяльності, можуть різнитися між собою за різними ознаками.
Прийнято поділяти матеріальні блага загалом на дві групи:
- дані природою;
- вироблені людьми.

Економічні блага — це блага, що є об'єктом чи результатом економічної діяльності, а отже, існують в обмеженій кількості порівняно з потребами, які вони задовольняють (наприклад автомобіль, хліб, одяг). Існують також інвестиційні блага. Це категорія товарів і послуг, призначена для використання в інвестиційній діяльності: машини, обладнання, будівельні матеріали, послуги будівельних фірм.

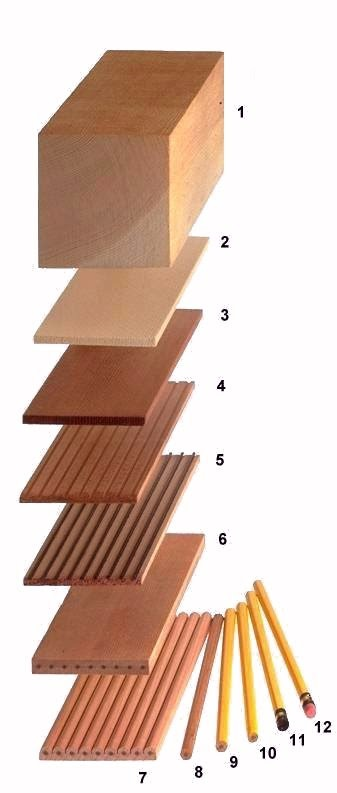
Технологія виробництва олівців

Нематеріальні блага проявляються, зазвичай, у формі послуг або виду певної діяльності. Нематеріальні блага — це блага, які впливають на розвиток умінь людини і вони утворюються у невиробничій сфері: охороні здоров'я, освіті, кіно, театрі та іншому і т.д.
До них належать: ім'я, життя і здоров'я, гідність особистості, особиста недоторканність, честь і добре ім'я, ділова репутація, недоторканність приватного життя, особиста і сімейна таємниця, право вільного пересування, вибору місця перебування і проживання, право на ім'я, право авторства, інші особисті немайнові права та інші нематеріальні блага, що належать громадянину від народження або в силу закону.

### Довготривалі та недовготривалі блага
Довготривалі блага охоплюють групу товарів (послуг, сервісів), придатних для їх багаторазового використання (комп'ютери, мобільні телефони, транспорт тощо). Часто їх називають товарами тривалого користування. До недовготривалих благ можна віднести такі товари, як: квитки в театр і кіно, їжа, одноразові шприци та інші товари.

### Взаємозамінні та взаємодоповнюючі блага
Взаємозамінні блага або блага-замінники, блага-субститути. До них можна віднести блага різних видів, які задовольняють одну і ту ж потребу. Наприклад: харчові продукти задовольнятимуть потребу в їжі, напої — відчуття спраги тощо.
Взаємодоповнюючі блага в економічному аналізі часто називають комплементарними благами. Наприклад: автомобіль і пальне до нього, акваланг та споряджання для дайвінгу, елементи системного блоку комп'ютера, мобільні телефони і картки пам'яті, адаптери та загальні мікроплати до них і т. ін..

### Приватні та суспільні блага
Приватні блага це ті блага які поділяються на два типи:
1. Споживає одна людина (взуття, одяг, засоби особистої гігієни);
2. Споживає група людей до яких можна віднести: офісне обладнання, комунальні послуги — холодна і гаряча вода, світло та інші. В цьому випадку перед споживанням покупець змушений відшкодувати витрати виробнику за створене ним благо.

До суспільних благ в загальному відносять: охорону громадського порядку, вуличне освітлення, безкоштовні дороги, захист прав споживача та інші блага.
Суспільні блага поділяються на 2 типи:
- Невибіркові. Невибіркові суспільні це блага, що доступні усім користувачам, а не одному індивіду.
- Невиключні. Невиключність означає те, що такі блага є неподільними і ними продовжують користуватися, навіть не оплативши за виробництво цих благ. Прикладом цього може бути несплата транспортного податку, яка не позбавляє можливості користування автомагістралями. У більшості випадків впливати на неплатників може тільки держава.

### Прямі й непрямі блага
Прямі блага або предмети споживання — блага, які надходять в користування безпосередньо.
Непрямі блага — це блага, що необхідні для задоволення потреб виробника, ними можуть бути: машини, устаткування, енергія і сировина. Вони надходять в користування опосередковано.

## Ціна блага
Існують різні підходи до визначення природи ціни (цінності, вартості) економічних благ. Класична економічна теорія спиралася на трудову теорію вартості, яка розроблялася  Вільямом Петті, Адамом Смітом, Давидом Рікардо, Карлом Марксом. Згідно з нею цінність блага визначається витратами суспільно-необхідної праці.
Маржиналістська революція принципово змінила уявлення про ціну блага, перетворивши цим класичну економічну теорію на неокласичну. Нова концепція суб'єктивної корисності, заснована на працях економістів другої половини XIX ст. Германа Ґоссена, Карла Менгера, Леона Вальраса, Вільяма Джевонса та на більш ранніх здобутках Саламанкської школи (XVI ст.), Етьєна Бонно де Кондільяка (XVIII ст.), постулює, що цінність блага є суб'єктивною й змінються залежно від уподобань та обставин діяльності суб'єкта економічних відносин. Тому ціна блага не залежить від витрат праці на виробництво блага, а визначається на ринку блага в результаті повторюваних актів добровільного обміну між покупцями та продавцями блага,тобто співвідношенням між попитом та пропозицією блага. Саме суб'єктивістський підхід до ціни блага дозволив вирішити парадокс цінності, який не вирішувався в рамках трудової теорії вартості (цінності).

## Виробництво економічних благ
Це такий процес, при якому людина здійснює певні дії, спрямовані на створення чого-небудь і задоволення потреб. При цьому використовуються продуктивні сили (корисні копалини, верстати, матеріали, машини, люди) і виробничі відносини. В основі всього цього лежить праця. І людина, як головна продуктивна сила. Ті ресурси, які беруть участь у створенні послуг і товарів, називають факторами виробництва. Головні з них — земля, праця, капітал, підприємницька ініціатива.

Гравюра. Процес виробництва паперу

Виробництво поділяють на дві великі сфери: матеріальну і духовну (нематеріальну).
До першої належать товари і послуги матеріального характеру (меблі, одяг, тканини, верстати, транспорт, пошта). До другої — будь-яка інтелектуальна діяльність (винаходи, відкриття, картини, книги). З послуг — це культура, навчання і так далі. Економічне благо — це завжди якась обмеженість. У даному випадку вона стосується можливостей і ресурсів, необхідних для виробництва. Щоб хоч якось подолати цю проблему, економіці доводиться вирішувати відразу кілька питань. На які товари і послуги робити ставку, що виробляти, в якій кількості, для кого?
Виробництво економічних благ за своєю природою є циклічним процесом. Фази цього циклу змінюють одна одну і повторюються з певною періодичністю. Будь-який продукт проходить стадії власне виробництва, потім іде розподіл, обмін і кінцеве споживання. Після цього з'являється необхідність заміни або відтворення продукту. Так виникає відтворення економічних благ. Це цілий цикл, процес, при якому продукт послідовно проживає всі стадії, а після споживання створюється знову. Виділяють кілька видів відтворення: — просте (кількість виробленого продукту і споживання не змінюється); — звужене (зменшується); — розширене (збільшується).